# Seznam hejtmanů Berounského kraje

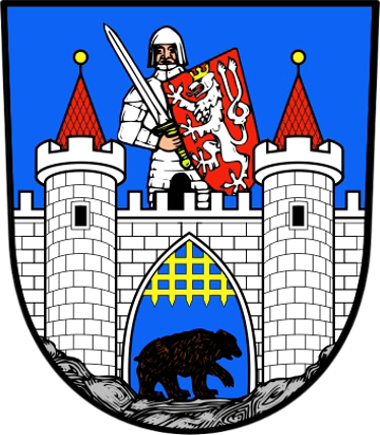
Znak města Berouna

Toto je seznam hejtmanů Berounského kraje. Berounský kraj s krajským sídlem v Berouně je historický kraj, který existoval v letech 1714–1849.

## Seznam hejtmanů
| Jméno                             | období    |
| --------------------------------- | --------- |
| Kazimír Ferdinand z Kupperwaldu   | 1714      |
| Ignác Rudolf Engel z Engelsflussu | 1715–1727 |
| Jan Václav z Oppersdorffu         | 1728–1732 |
| Jan Adolf z Kounic                | 1733–1737 |
| Jan Josef Vratislav z Mitrovic    | 1738–1742 |
| Václav Štěpán Malovec z Malovic   | 1742–1748 |
| Jan Antonín Hubrik z Hennersdorfu | 1748–1753 |
| Jan Netvorský z Březí             | 1754–1759 |
| Josef Adam Netolický z Eisenberka | 1760      |
| František Příchovský z Příchovic  | 1761–1764 |
| Prokop Lažanský z Bukové          | 1765–1769 |
| Jan Markvart Koc z Dobrše         | 1770–1773 |
| František Čejka z Olbramovic      | 1774–1777 |
| Josef z Boulles                   | 1778–1787 |
| Maxmilián Inigo z Ehrenburgu      | 1788–1800 |
| úřad neobsazen                    | 1801      |
| Karel Lausecker z Lusecku         | 1801–1803 |
| úřad neobsazen                    | 1804      |
| Jan Nepomuk Chotek z Chotkova     | 1804–1807 |
| Prokop z Platzeru                 | 1807–1825 |
| Josef Procházka                   | 1826–1829 |
| Martin Eduard Ritter              | 1829–1835 |
| Ignác Hawle                       | 1836–1848 |